# AMD 아이피니티

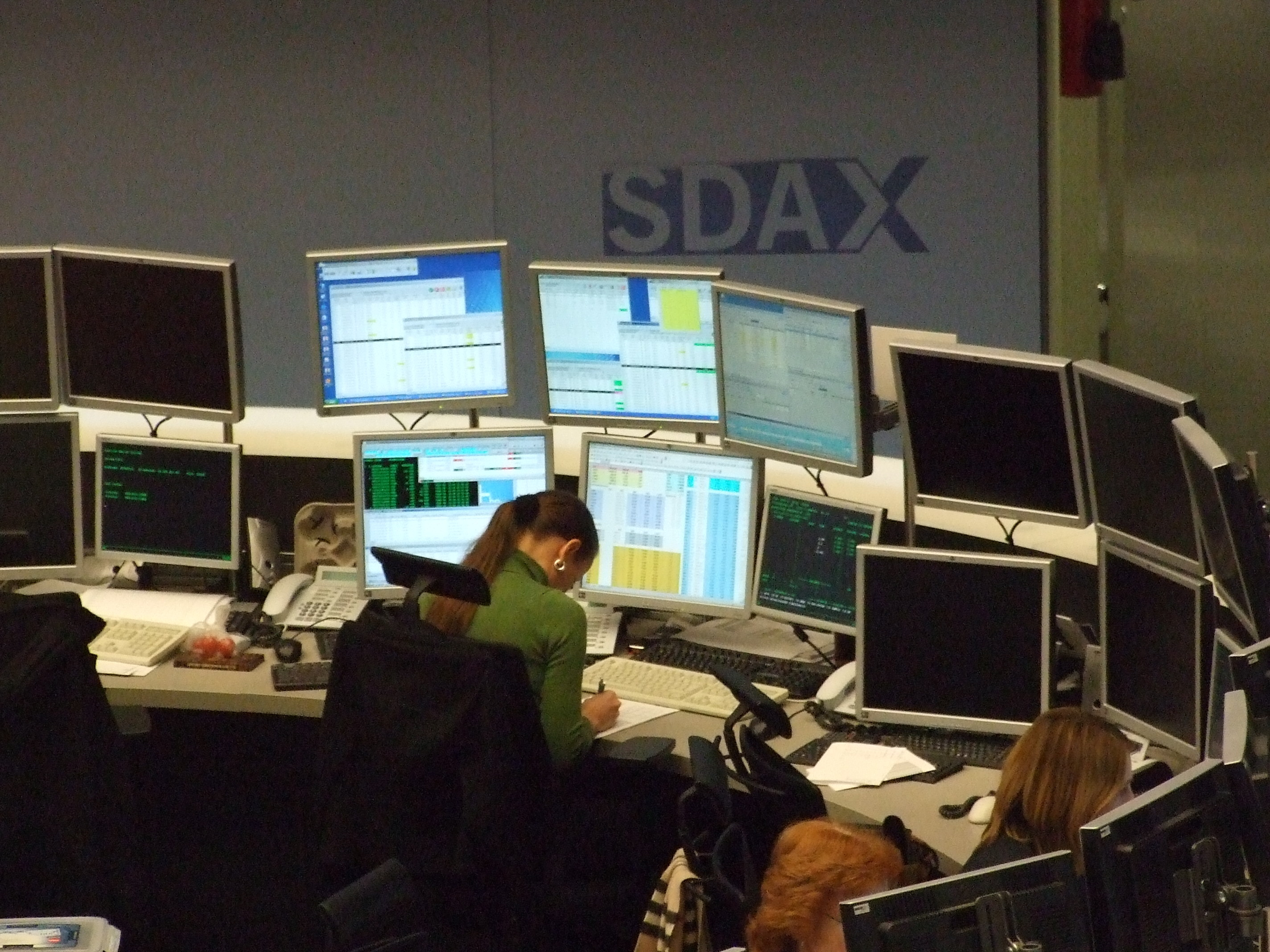
다중 모니터 설정은 금융 마켓 메이킹 분야에서 주식 중개인에게 일반화되어 있다.

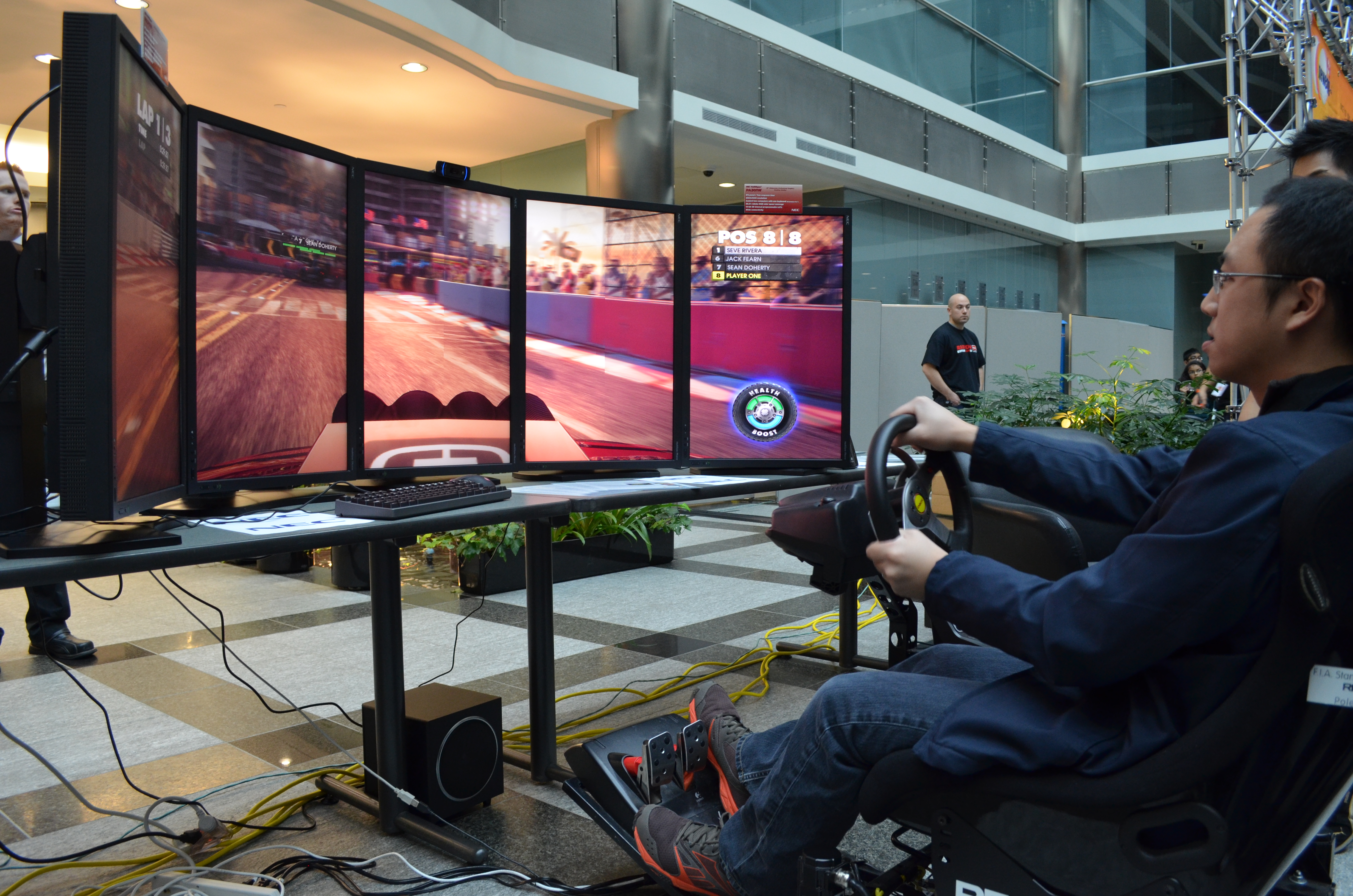
5x1 디스플레이 그룹 구성의 싱글 라지 서피스(SLS)로 레이싱 비디오 게임을 즐기는 모습. 토론토 ExtravaLANza 2012에서.

AMD 아이피니티(AMD Eyefinity)는 하나의 GPU에서 최대 6개의 디스플레이 컨트롤러를 통합함으로써 다중 모니터 설정을 지원하는 AMD 그래픽 카드 제품의 브랜드 이름이다. AMD 아이피니티는 2009년 9월 라데온 HD 5000 시리즈 에버그린에 도입되었으며 APU 및 프로페셔널 등급의 그래픽 카드 AMD 파이어프로에서도 이용이 가능하다.
AMD 아이피니티는 최대 2개의 디스플레이포트가 아닌 디스플레이(예: HDMI, DVI, VGA, DMS-59, VHDCI)를 지원하며, AMD에서는 이러한 디스플레이를 "레거시 출력"으로 부른다. 또, 하나의 그래픽 카드나 APU를 사용하여 최대 6개의 디스플레이포트 디스플레이를 동시에 지원한다. 2개를 초과하는 디스플레이를 사용하려면 추가 패널들이 네이티브 디스플레이포트를 지원해야 한다. 다른 방법으로는 디스플레이포트-DVI/HDMI/VGA 어댑터를 사용할 수 있다.
기가비트 이더넷이나 이더넷을 통한 다중 컴퓨터 연결로 말미암은 대형 비디오 월 구성도 지원한다.
엑스카베이터 기반 Carrizo와 함께 도입된 AMD 아이피니티 버전(DCE, 디스플레이 컨트롤러 엔진)은 비디오 언더레이 파이프를 지원한다.

## 같이 보기
- AMD FireMV
- 다중 모니터